# 민털꼬리양털주머니쥐
민털꼬리양털주머니쥐(Caluromys philander) 또는 흰귀주머니쥐는 남아메리카에 사는 주머니쥐의 일종이다. 볼리비아와 브라질, 프랑스령 기아나, 가이아나, 수리남, 트리니다드 토바고 그리고 베네수엘라 등에서 발견된다. 습기가 있는 숲에서만 제한적으로 분포하는 종이다.
양털주머니쥐속의 다른 종들처럼, 민털꼬리양털주머니쥐는 유대류 중에서 나무 위에서 주로 생활하는 종으로 다른 주머니쥐과 주머니쥐와는 달리, 비교적 대뇌화지수가 크고, 크기는 더 작다. 이름은 꼬리에 털이 없고, 꼬리로 물건을 쥘 수 있기 때문에 붙여진 이름이다.
나무 열매와 꽃꿀, 무척추동물 그리고 작은 척추동물 등을 먹는다. 민털꼬리양털주머니쥐는 과일 열매 또는 곤충을 얻기 위해 나무의 가장 윗부분까지 오른다.